# 毛羅·貝爾加馬斯科
毛羅·貝爾加馬斯科（義大利語：Mauro Bergamasco；1979年5月1日—）是一位意大利橄欖球運動員。他是意大利國家橄欖球隊的一員，代表意大利參加了2015年世界盃橄欖球賽。